# Жан Лапланш
Жан Лапла́нш (фр. Jean Laplanche; 21 червня 1924, Париж — 6 травня 2012, Бон) — французький філософ і психоаналітик.

## Біографія
Лапланш здобув освіту у Вищій нормальній школі, де вивчав філософію і, зокрема, прослухав курси лекцій Жана Іпполіта, Гастона Башляра та Моріса Мерло-Понті. У роки Другої світової війни приєднався до руху Опору. У 1946—1947 стажувався в Гарвардському університеті, де вперше серйозно захопився психоаналізом. Після повернення до Франції став помічником одного з лідерів французького психоаналітичного руху Жака Лакана та під його керівництвом отримав ступінь доктора медицини.
Лапланш брав активну участь у політичному житті. Почавши як активіст «Католицької дії», він став троцькістом. 1948 року він став одним із засновників лівокомуністичного угруповання «Соціалізм чи варварство». Після подій 1968 року відійшов від активного політичного життя. Лапланш багато часу приділяв виноградарству у своєму маєтку в департаменті Кот-д'Ор.

## Наукова діяльність
Наукова та філософська діяльність Лапланша пов'язана з психоаналітичним рухом. Він став одним із засновників Психоаналітичної асоціації Франції, і був її головою в 1969—1971. Вів активну викладацьку діяльність у Сорбонні, а після поділу університету, в Університеті Париж Дідро, читаючи курси присвячені психоаналізу. Опубліковані об'ємні матеріали його семінарських занять.
Популярність Лапланшу принесла публікація їм спільного з Жаном-Бертраном Понталісом «Словника з психоаналізу» (1967), який став одним із найпопулярніших енциклопедичних видань з цієї проблематики. Це видання було перекладено найрозповсюдженішими мовами світу і неодноразово перевидавалося.
З 1988 року Лапланш був науковим редактором перекладу повного зібрання творів Фройда французькою мовою, узагальнив досвід фрейдівських перекладів у монографії Перекладати Фройда (1989).

## Наукові праці
- Hölderlin et la question du père, Paris, PUF, 1961.;[9] Hölderlin and the question of the father, Victoria, ELS Editions n° 97, 2007, ISBN 978-1-55058-379-3[10][11]
- Vocabulaire de la psychanalyse (The Language of Psycho-Analysis), Paris, PUF, 1967.
- Vie et mort en psychanalyse (Life and Death in Psychoanalysis), Paris, Flammarion, 1970.
- Problématiques I: L'angoisse, Paris, PUF, 1980.
- Problématiques II: Castration-Symbolisations, Paris, PUF, 1980.
- Problématiques III: La Sublimation, Paris, PUF, 1980.
- Problématiques IV: L'inconscient et le ça, Paris, PUF, 1981.
- Fantasme originaire. fantasmes des origines, origines du fantasme (Fantasy and the Origins of Sexuality), Paris, Hachette 1985.
- Problématiques V: Le baquet-transcendence du transfert, Paris, PUF, 1987.
- Nouveaux fondements pour la psychanalyse (New Foundations for Psychoanalysis), Paris, PUF, 1987.
- Traduire Freud, Paris, PUF, 1989.
- La révolution copernicienne inachevée (Travaux 1967—1992), Paris, Aubier 1992 ISBN 2-7007-2166-7. Réédition : Le Primat de l'autre en psychanalyse, Paris, Flammarion, 1997, ISBN 2-08-081390-0; rééd. sous le titre La Révolution copernicienne inachevée: PUF / Quadrige, 2008. (La pulsion pour quoi faire (Paris, APF, 1984) and «Le mur et l'arcade» are now in the book: La révolution copernicienne inachevée.)
- Le fourvoiement biologisant de la sexualité chez Freud, Paris, Les empêcheurs de penser en rond, 1993.
- Entre séduction et inspiration: l'homme, Paris, PUF, 1999.
- «Masochism and Sexuality», An Interview with Jacques André, Journal of European Psychoanalysis, 16, 2003, http://www.psychomedia.it/jep/number16/laplanche.htm [Архівовано 14 липня 2020 у Wayback Machine.]
- Problématiques VI: L'après-coup[fr] — La «Nachträglichkeit[de]» dans l'après-coup (1990—1991), Paris, PUF, 2006. (A better English translation of «Nachträglichkeit» is afterwardsness; the old translation was deferred action).
- Problématiques VII: Le fourvoiement biologisant de la sexualité chez Freud suivi de Biologisme et biologie, Paris, PUF, 2006.
- Sexual. La sexualité élargie au sens freudien. 2000—2006, Paris, PUF, 2007. English Transl.: Freud and the Sexual, Edited by John Fletcher, Translated by John Fletcher, Jonathan House and Nicholas Ray, New York, The Unconscious in Translation, 2011.